# III Интернационал (Новосибирская область)
III Интернациона́л — посёлок в Баганском районе Новосибирской области. Входит в состав Андреевского сельсовета.

## География
Площадь посёлка — 29 гектар.

## Население
| 1976 | 1995 | 2002 | 2007 | 2010 |
| ---- | ---- | ---- | ---- | ---- |
| 154  | ↘116 | ↘87  | ↘53  | ↘44  |

## Инфраструктура
В посёлке по данным на 2006 год функционируют 1 учреждение здравоохранения.